# Erik González
Pour les articles homonymes, voir González.
Erik González (né le 31 août 1993 à Puerto Plata, République dominicaine) est un joueur de champ intérieur des White Sox de Chicago de la Ligue majeure de baseball.

## Carrière

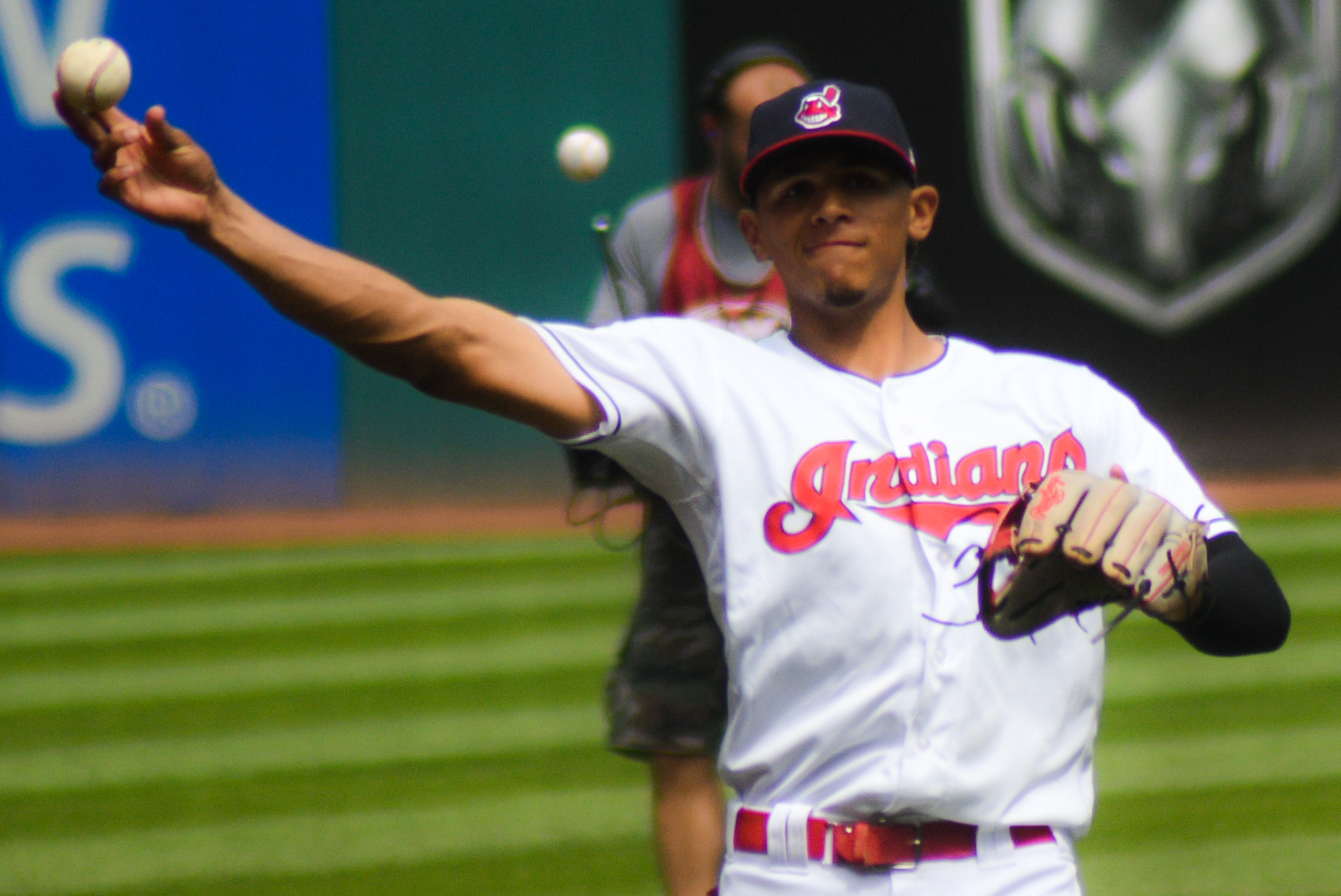

Erik González signe son premier contrat professionnel en août 2008 avec les Indians de Cleveland.
Il fait ses débuts dans le baseball majeur le 16 juillet 2016 avec Cleveland et, à son premier séjour avec le club, maintient une moyenne au bâton de 313 en 21 matchs joués. 
Il commence la saison 2017 dans les ligues mineures et est rappelé par Cleveland en mai pour servir de joueur d'utilité au champ intérieur. Il frappe son premier circuit dans les majeures le 15 juin 2017 aux dépens du lanceur Chris Hatcher des Dodgers de Los Angeles.